# Isotrichidae
Isotrichidae is een familie van trilhaardiertjes die de vier geslachten Isotricha, Britricha, Dasytricha en Oligoisotricha omvat. Typerend voor deze familie van trilhaardiertjes is te bedekking met cilia of trilharen. Bij de geslachten Isotricha en Dasytricha is dit volledig. Het geslacht Oligoisotricha onderscheidt zich door bedekking die onvolledig is, de cilia ontbreken op het achterste 1/6 deel van het lichaam. Het verschil tussen Isotricha en Dasytricha wordt gevormd door de manier waarop de cilia op het lichaam zitten. Bij soorten van het geslacht Isotricha lopen de cilia in evenredig lijnen ten opzichte van de lengte as. Soorten van het geslacht Dasytricha hebben cilia die in een spiraalvorm lopen ten op zichtte van de lengte as.